# Procordulia smithii
Procordulia smithii är en trollsländeart som först beskrevs av White 1846.  Procordulia smithii ingår i släktet Procordulia och familjen skimmertrollsländor. IUCN kategoriserar arten globalt som otillräckligt studerad. Inga underarter finns listade i Catalogue of Life.

## Bildgalleri

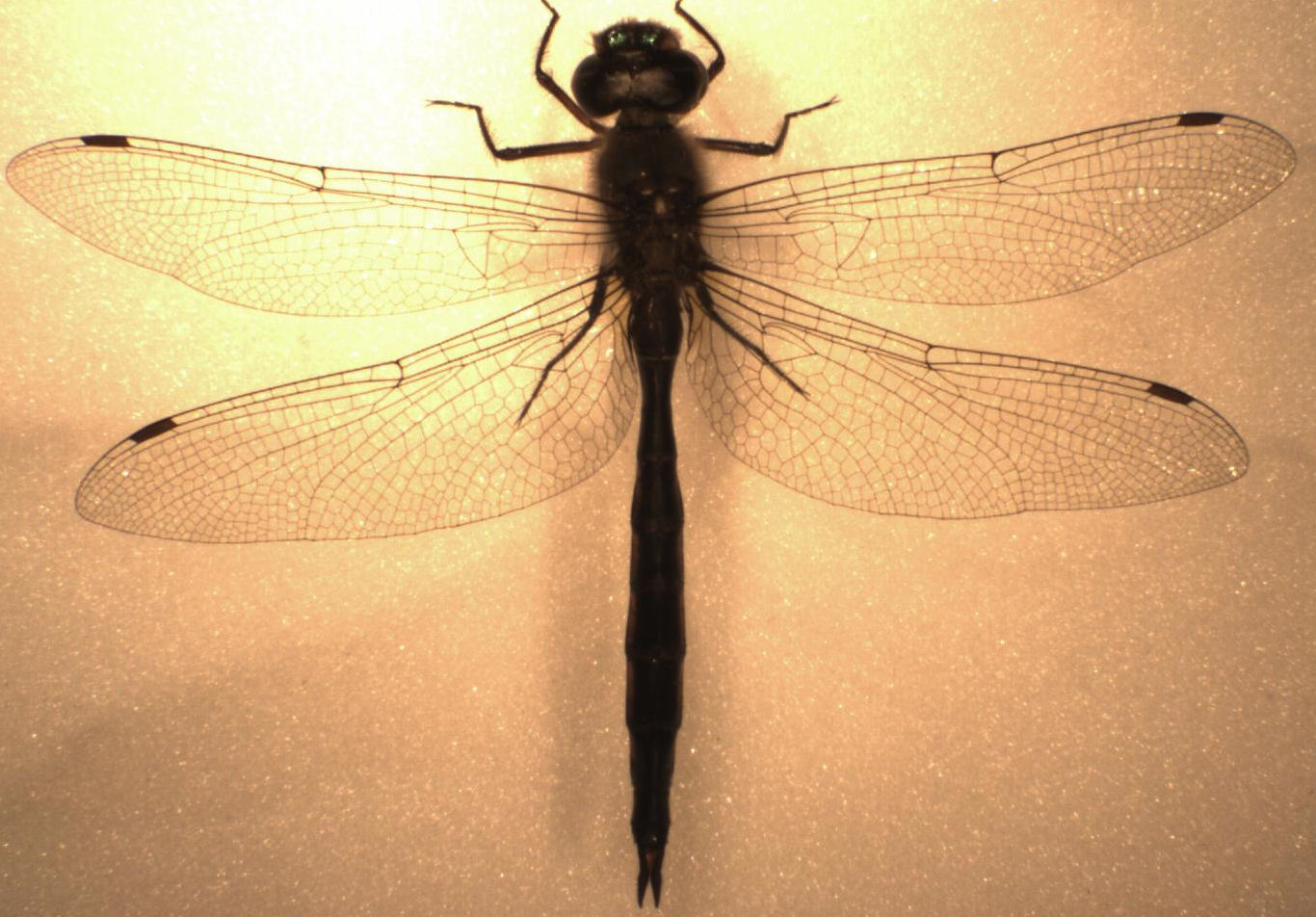